# Juan de Dios Pérez
Juan de Dios Pérez Quijada (Cidade do Panamá, 1º de janeiro de 1980) é um ex-futebolista panamenho que atuava como volante.

## Títulos
Panamá Viejo
- Campeonato Panamenho: 2000–01

Tauro
- Campeonato Panamenho: 2003 (A), 2003 (C), 2006 (C), 2007 (A) e 2010 (A)